# 宮古島海宝館

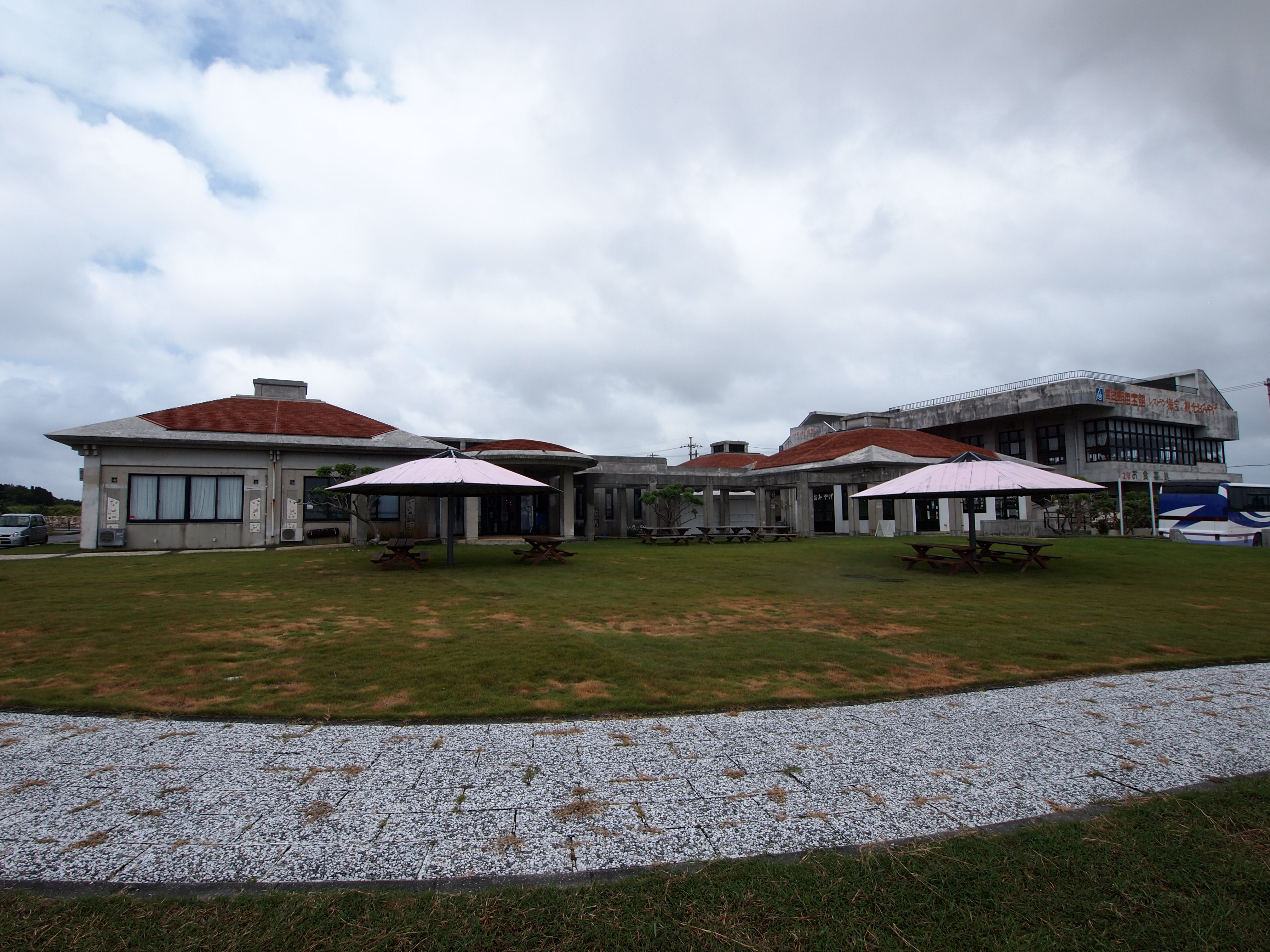
宮古島海宝館（2011年）

宮古島海宝館（みやこじまかいほうかん）は、沖縄県宮古島市城辺字保良にある貝類の専門博物館である。

## 概要
城辺町（現宮古島市城辺）出身で館長を務める幸地和夫が、職業潜水士等として収集した約12,000点（約6,000種）の貝類などを展示する博物館である。
幸地は当初、現在地に隣接する自分の土地に私費で建設する構想であったが、当時の城辺町長らの理解を得て、城辺町によって観光の目玉とすべく保良川ビーチ公園内に建設されることとなり、1997年（平成9年）11月3日に開館した。鉄筋コンクリート構造1階建て。

## 施設
- シェル・ミュージアム[1]（世界の貝の資料館'[8]） - 貝類の標本等の展示施設。
  - 開館時間：9:00 - 17:00（無休）[9]
- 海宝館マリン部シーブルーム - シーカヤック、体験ダイビング、シュノーケリング等のサービスを行う部門[10]。
- 貝細工工房
- レストラン
- 竜宮の祠
- 足湯 - 城辺字保良にある「城辺ぱり鉱山」の天然ガス利用の実証実験の一環として、天然ガスを取り出す際に湧出する温泉を利用して、2017年（平成29年）11月8日に開設された。天然ガスは、軽油と混合して燃料として発電に用い、電気自動車の充電や海宝館の空調などに利用する。実証実験は2018年（平成30年）3月末までを予定している[11]。

## 交通
- 自動車[8]
  - 平良港から40分
  - 宮古空港から20分

電気自動車用の中速充電器（25kW）が設置されている。